# Nordische Badmintonmeisterschaft 1977
Die Nordische Badmintonmeisterschaft 1977 fand vom 19. bis zum 20. November 1977 in Greve statt. Es war die 16. Auflage dieser Veranstaltung.

## Titelträger
| Disziplin    | Sieger                        |
| ------------ | ----------------------------- |
| Herreneinzel | Svend Pri                     |
| Dameneinzel  | Lene Køppen                   |
| Herrendoppel | Bengt Fröman Thomas Kihlström |
| Damendoppel  | Lene Køppen Inge Borgstrøm    |
| Mixed        | Steen Skovgaard Lene Køppen   |

## Finalresultate
| Disziplin    | Sieger                        | Finalist                             | Ergebnis           |
| ------------ | ----------------------------- | ------------------------------------ | ------------------ |
| Herreneinzel | Svend Pri                     | Thomas Kihlström                     | 15–10, 9–15, 15–13 |
| Dameneinzel  | Lene Køppen                   | Pia Nielsen                          | 11–2, 11–2         |
| Herrendoppel | Bengt Fröman Thomas Kihlström | Flemming Delfs Steen Skovgaard       | 4–15, 15–12, 15–12 |
| Damendoppel  | Lene Køppen Inge Borgstrøm    | Lonny Bostofte Imre Rietveld Nielsen | 15–10, 15–7        |
| Mixed        | Steen Skovgaard Lene Køppen   | Mogens Neergaard Inge Borgstrøm      | 15–3, 15–2         |